# أوشن 12
أوشن إثنى عشر (إنج:Ocean’s Twelve) هو فيلم جريمة وسرقة كوميدية أنتج عام 2004 من إخراج ستيفن سودربرغ وبطولة جورج كلوني وبراد بيت ومات ديمونو كاثرين زيتا جونز، وغيرهم من النجوم، وهو استكمال للجزء الأول (أوشن 11) وكمله الفيلم الثالث من الثلاثية (أوشن 13)،حقق الفيلم نجاحا تجاريا ضخما، حيث وصل مجموع إيراداته حول العالم إلى 363 مليون دولار، أي ما يزيد عن ثلاثة أضعاف ميزانية الإنتاج التي بلغت 110 مليون دولار.

## القصة
مرة جديدة يعود داني أوشن وعصابته بعدما تمكنوا في الجزء الأول من القيام بأحد أكبر وأذكى السرقات في التاريخ، ويعيشون متمتعين بالأموال التي حصلوا عليها من السرقة. ولكن الأمور تتعقد عندما يظهر تيري بيندكت صاحب الكازينو الذي قامت العصابة بسرقته مجددا، مهددا إياهم بالانتقام الشديد ما لم يقوموا بإعادة كل دولار قاموا بسرقته منه. ويكون على داني أوشن وأفراد عصابته البحث عن عملية سرقة عبقرية جديدة، يقومون من خلالها بتدبير المبلغ الضخم الذي يريده بيندكت.

## طاقم التمثيل
| الممثل           | الدور            |
| ---------------- | ---------------- |
| براد بيت         | راستر ريان       |
| جورج كلوني       | داني اوشن        |
| مات ديمون        | لينوس كالدويل    |
| أندي غارسيا      | تيري بيندكت      |
| كاثرين زيتا جونز | إيزابيل لاهيري   |
| جوليا روبرتس     | تيس اوشن         |
| دون شيدل         | بشير تار         |
| كايسي أفليك      | فيرجيل مالوي     |
| سكوت كان         | تركي مالوي       |
| إليوت غولد       | روبن تيشكوف      |
| بيرني ماك        | فرانك كاتون      |
| كارل راينر       | سول بلوم         |
| اد كروس          | موظف البنك       |
| دون تيفاني       | رسام منزل        |
| ميني اندين       | عارضة            |
| شاوبو كين        | ين               |
| دينا كونولي      | خطيبة فيرجيل     |
| كريغ سوسر        | النادل في النادي |
| روبي كولتران     | ماتسوي           |
| بروس ويليس       | بروس ويليس       |
| يروين كرابي      | فان دير وودي     |

## الاستقبال النقدي
تلقى الفيلم مراجعات فوق المتوسطة بمعدل 56% على موقع الطماطم الفاسدة بناء على 180 صوت فيما حصل على معدل 58% على موقع ميتاكريتيك بناء على 39 مراجعة

## الميزانية والإيرادات
بلغت ميزانية الفيلم نحو 100 مليون دولار، فيما تخطت ايراداته 362 مليون $.

## وصلات خارجية
- أوشن 12 على موقع IMDb (الإنجليزية)
- أوشن 12 على موقع ميتاكريتيك (الإنجليزية)
- أوشن 12 على موقع الموسوعة البريطانية (الإنجليزية)
- أوشن 12 على موقع روتن توميتوز (الإنجليزية)
- أوشن 12 على موقع نتفليكس (الإنجليزية)
- أوشن 12 على موقع ألو سيني (الفرنسية)
- أوشن 12 على موقع Turner Classic Movies (الإنجليزية)
- أوشن 12 على موقع أول موفي (الإنجليزية)
- أوشن 12 على موقع بوكس أوفيس موجو (الإنجليزية)
- أوشن 12 على موقع فيلمافينيتي (الإسبانية)
- أوشن 12 على موقع أول موفي.
- http://www.oldest-share.com/ Worlds oldest share - the stock certificate stolen in the film